# 비에라가시나무쥐
비에라가시나무쥐(Echimys vieirai)는 가시쥐과에 속하는 남아메리카 설치류의 일종이다. 브라질 파라 주와 아마조나스주의 타파조스 강과 마데이라 강 사이에서 발견된다. 학명은 브라질 생물학자 비에라(Carlos Octaviano da Cunha Vieira)의 이름에서 유래했다.